# Thirsty Work
Thirsty Work es el vigésimo primer álbum de estudio de la banda británica de rock Status Quo, publicado en 1994 por Polydor Records. De acuerdo a la crítica, su sonido es una mezcla entre su característico boogie rock con ciertos toques de pop rock, que ya habían experimentado en los discos Ain't Complaining de 1988 y Perfect Remedy de 1989.
De las dieciséis canciones que lo integran resalta el tema «Sorry», que fue escrita por Francis Rossi y por Bernie Frost para el artista griego Demis Roussos, que lo grabó para su álbum Man of the World de 1980. Además destaca «Restless», que es un cover de la canción «I'm Restless» de la cantante Jennifer Warnes. 
A pesar de alcanzar el puesto 13 en la lista musical del Reino Unido, sus ventas no son suficientemente altas para obtener alguna certificación discográfica en su propio país. Por otro lado y para promocionarlo, se publicaron cuatro canciones como sencillos de los que destacaron; «I Didn't Mean It» que se ubicó en el lugar 21 de los UK Singles Chart, «Sherri, Don't Fail Me Now!» que obtuvo la posición 38 y «Restless» que alcanzó el puesto 39.

## Lista de canciones
| N.º | Título                       | Escritor(es)                               | Duración |  |
| 1.  | «Goin' Nowhere»              | Francis Rossi, Bernie Frost, Tony McAnaney | 3:50     |  |
| 2.  | «I Didn't Meat It»           | John David                                 | 3:22     |  |
| 3.  | «Confidence»                 | Andy Bown                                  | 3:14     |  |
| 4.  | «Point of No Return»         | Bown, John Edwards                         | 3:50     |  |
| 5.  | «Sail Away»                  | Rossi, Frost                               | 3:34     |  |
| 6.  | «Like It or Not»             | Rossi, Frost                               | 4:01     |  |
| 7.  | «Soft in the Head»           | Rossi, Frost                               | 3:20     |  |
| 8.  | «Queenie»                    | Rossi, Frost                               | 3:32     |  |
| 9.  | «Love of the Human Race»     | Rossi, Bown                                | 3:32     |  |
| 10. | «Sherri, Don't Fail Me Now!» | Bown, Edwards                              | 3:20     |  |
| 11. | «Rude Awakening Time»        | Rossi, Frost                               | 4:12     |  |
| 12. | «Back on My Feet»            | Rossi, Frost                               | 3:06     |  |
| 13. | «Restless»                   | Jennifer Warnes                            | 4:10     |  |
| 14. | «Ciao-Ciao»                  | Rossi, Bown                                | 3:31     |  |
| 15. | «Tango»                      | Rossi, Frost                               | 4:06     |  |
| 16. | «Sorry»                      | Rossi, Frost                               | 3:28     |  |

## Músicos
- Francis Rossi: voz y guitarra líder
- Rick Parfitt: voz y guitarra rítmica
- John Edwards: bajo
- Jeff Rich: batería
- Andy Bown: teclados